# فرناندو فيريرا فونسيكا
فرناندو فيريرا فونسيكا (بالبرتغالية: Fernando Manuel Ferreira Fonseca‏) (14 مارس 1997 بالبرتغال - ) هو لاعب كرة قدم برتغالي في مركز الدفاع، شارك في كرة القدم في الألعاب الأولمبية الصيفية 2016. ولعب مع نادي بورتو.

## وصلات خارجية
- فرناندو فيريرا فونسيكا على موقع الاتحاد الدولي (مؤرشف)  (الإنجليزية)
- فرناندو فيريرا فونسيكا على موقع قاعدة بيانات كرة القدم.إي يو (الإنجليزية)
- فرناندو فيريرا فونسيكا على موقع Soccerway.com (الإنجليزية)
- فرناندو فيريرا فونسيكا على موقع أوليمبيديا (الإنجليزية)